# Portugál Légierő
A Portugál Légierő (FAP vagy PoAF, portugálul: Força Aérea Portuguesa) része Portugália hadseregének.

## Szervezete

### Harcászati alegységek
- 2 vadászbombázó század
- 1 felderítő század
- 4 szállítórepülő század
- 2 kiképző század
- 2 SAR helikopterszázad
- 12 légvédelmi rakétaüteg

### A Portugál Légierő alakulatai[2]
- 101. repülőszázad "Roncos"
- 103. kiképző repülőszázad "Caracóis"
- 201. repülőszázad "Falcões"
- 301. kiképző repülőszázad "Jaguares"
- 501. repülőszázad "Bisontes"
- 502. repülőszázad "Elefantes"
- 504. repülőszázad "Linces"
- 552. repülőszázad "Zangões"
- 601. repülőszázad "Lobos"
- 751. repülőszázad "Pumas"
- 802. repülőszázad "Águias"

## Fegyverzet

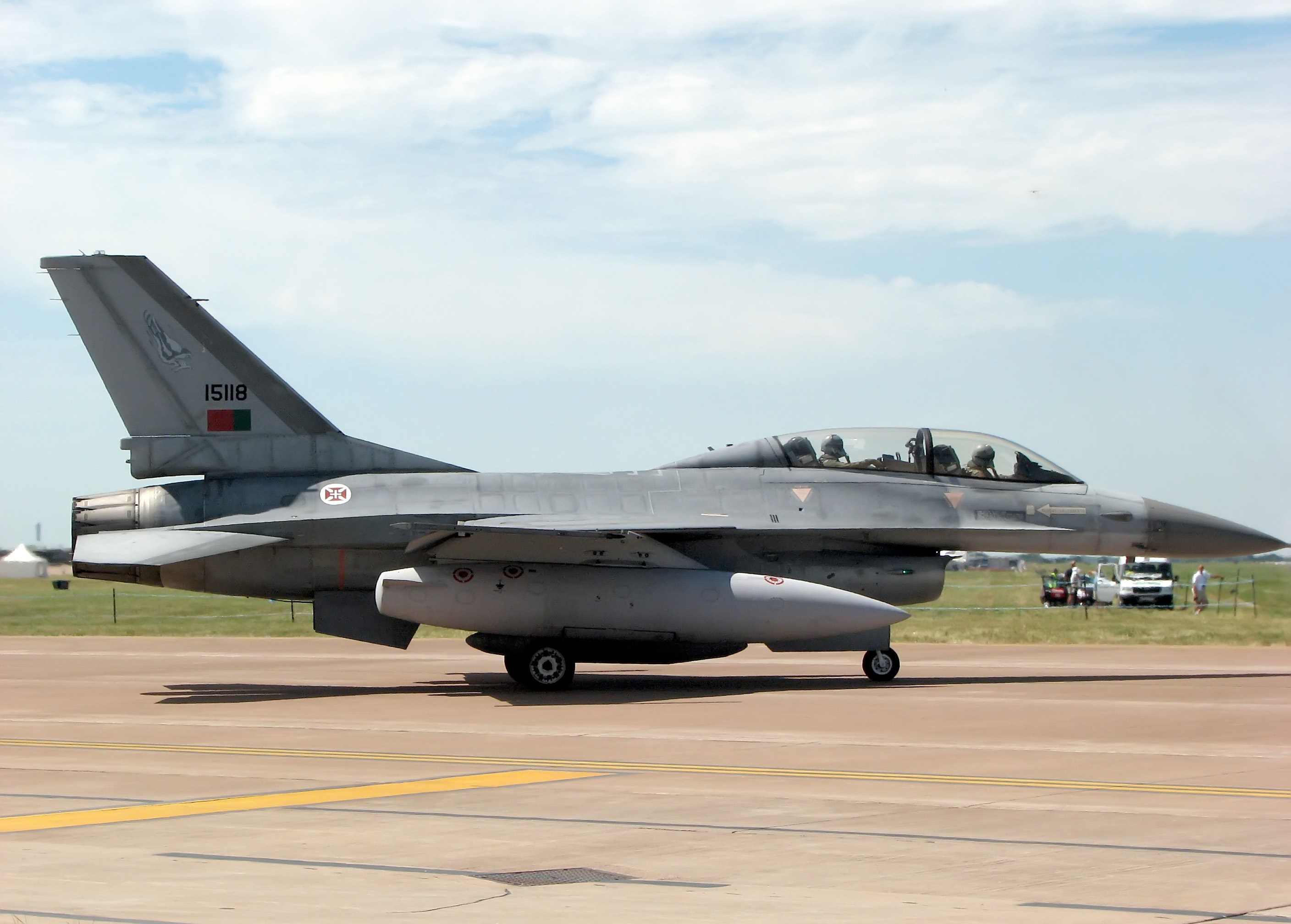
A Portugál Légierő kétüléses F–16B repülőgépe

### Aktív eszközök
| Megnevezés                  | Változat            | Feladatkör               | Mennyiség   | Megjegyzés                                                |
| Repülőgépek                 | Repülőgépek         | Repülőgépek              | Repülőgépek | Repülőgépek                                               |
| --------------------------- | ------------------- | ------------------------ | ----------- | --------------------------------------------------------- |
| F–16 Fighting Falcon        | F–16A               | vadászgép                | 33 db       |                                                           |
| F–16 Fighting Falcon        | F–16B               | kiképző repülőgép        | 5 db        |                                                           |
| Alpha Jet                   | Alpha Jet           | kiképző repülőgép        | 9 db        | - 103. "Caracóis" légiszázad - 301. "Jaguares" légiszázad |
| Aerospatile Socata TB 30    | Epsilon–TB 30       | kiképző repülőgép        | 16 db       |                                                           |
| Lockheed P–3 Orion          | P–3C Orion          | tengerészeti járőrgép    | 3 db        | - 601. légiszázad "Lobos"                                 |
| CASA C–295                  | C–295               | teherszállítógép         | 5 db        |                                                           |
| C–130 Hercules              | C–130H              | teherszállítógép         | 5 db        | - 501. légiszázad "Bisontes"                              |
| Embraer KC–390              | KC–390              | teherszállítógép         |             | 6 db rendelve                                             |
| Dassault Falcon 50          | Falcon–50           | utasszállítógép          | 3 db        |                                                           |
| Helikopterek                |                     |                          |             |                                                           |
| AgustaWestland EH101 Merlin | EH101 Merlin        | teherszállító helikopter | 12 db       |                                                           |
| Aérospatiale Alouette III   | SA–316 Aluoette III | helikopter               | 8 db        |                                                           |

## Bázisok és repterek
- Alverca reptér - Alverca do Ribatejo e Sobralinho
- Beja légitámaszpont - Beja
- Lajes légitámaszpont - Praia da Vitória
- Monte Real légitámaszpont - Monte Real
- Montijo légitámaszpont - Montijo
- Ota légitámaszpont - Ota
- Sintra légitámaszpont - Sintra
- Tancos légitámaszpont - Tancos